# Strunga
Strunga est une commune roumaine située dans le județ de Iași.